# 毛抜形太刀〈無銘（伝藤原秀郷奉納）/〉附梨子地桐紋蒔絵鞘
毛抜形太刀 無銘（伝藤原秀郷奉納）附 梨子地桐紋蒔絵鞘（けぬきがたたち むめい でんふじわらのひでさとほうのう つけたり なしじきりもんまきえさや）は、滋賀県長浜市の宝嚴寺が所有する毛抜形の太刀。藤原秀郷奉納とされる。重要文化財に指定されている。
伊勢神宮が所蔵する伝・藤原秀郷佩刀の毛抜形太刀（重文）とは別のものである。

## 名称
正式の指定名称は毛抜形太刀無銘（伝藤原秀郷奉納） 附 梨子地桐紋蒔絵鞘（官報告示は縦書き）であるが、一行の途中で二段構えとしているため、技術的問題から毛抜形太刀〈無銘（伝藤原秀郷奉納）／〉附梨子地桐紋蒔絵鞘と表記される場合もある。

## 特徴
毛抜形太刀は平安時代に直刀から反りのある日本刀（彎刀）への過渡期に製作された太刀である。毛抜形は、平安時代に御所の警備を行う衛府の役人が佩用していたとされており、柄（つか）と茎（なかご）が一体でかつ毛抜きを左右に並べた形の透かし彫りがなされているのが特徴。本太刀も他の毛抜形太刀と同様、直刀から彎刀への過渡期の形状を表しており、平安時代後期の製作とされている。毛抜形太刀は後世の模造刀を除き現存数は限られているが、本太刀は焼身であったものの数少ない貴重な現存品として価値を有する。
本太刀は、その由緒の特殊性から、毛抜形太刀無銘伝藤原秀郷奉納として、1912年（明治45年）2月8日に古社寺保存法第4条第1項の規定により国宝（丙種）の資格ある物とされ、1929年（昭和4年）7月1日に施行された国宝保存法附則第3項の規定により同法指定の国宝（いわゆる旧国宝）としてみなされ、さらに1950年（昭和25年）8月29日に施行された文化財保護法附則第3条第1項の規定により同法指定の重要文化財とみなされている。指定当初は刀身のみ指定されていたが、1977年（昭和52年）6月11日付けで桃山時代頃に製作された本太刀の梨子地桐紋蒔絵鞘が附（つけたり）として追加指定された。これに伴い指定名称も現在のものに改められた。
文化財指定以降、1916年（大正5年）、1978年（昭和53年）に修理がなされた記録が残る。

### 刀身
刀身は、刃長67.2センチメートル、反り1.8センチメートル。鎬造、丸棟、鳥居反り、鎬幅広く、切先は小さなカマス切先。刀身全体としては茎部分で急激に反る形である。火災で焼け身となるが、その後に再刃が施され直刃（すぐは）となる。柄頭は兜金の形を透かす。無銘。

### 刀装
製作当時の鞘は現存しない。現存する鞘は、金梨子地に桐紋の蒔絵が施されたものであり、慶長7年-8年（1602年-1603年頃）に豊臣秀頼が片桐且元に命じて永禄元年（1558年）による火災被害からの同寺を復興させた際に作製されたと推定されている。

## 伝来

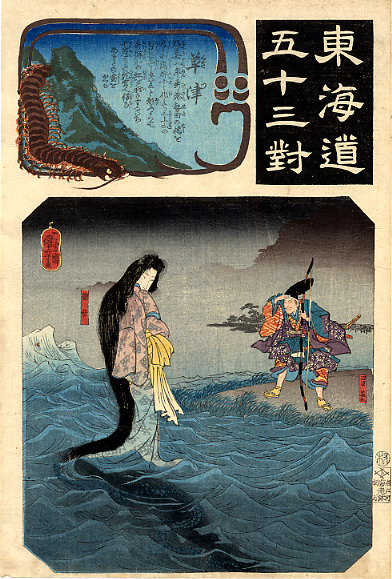
『東海道五十三對 草津』（歌川国芳画）より、琵琶湖にて蜈蚣退治を依頼した龍の化身である女性と藤原秀郷

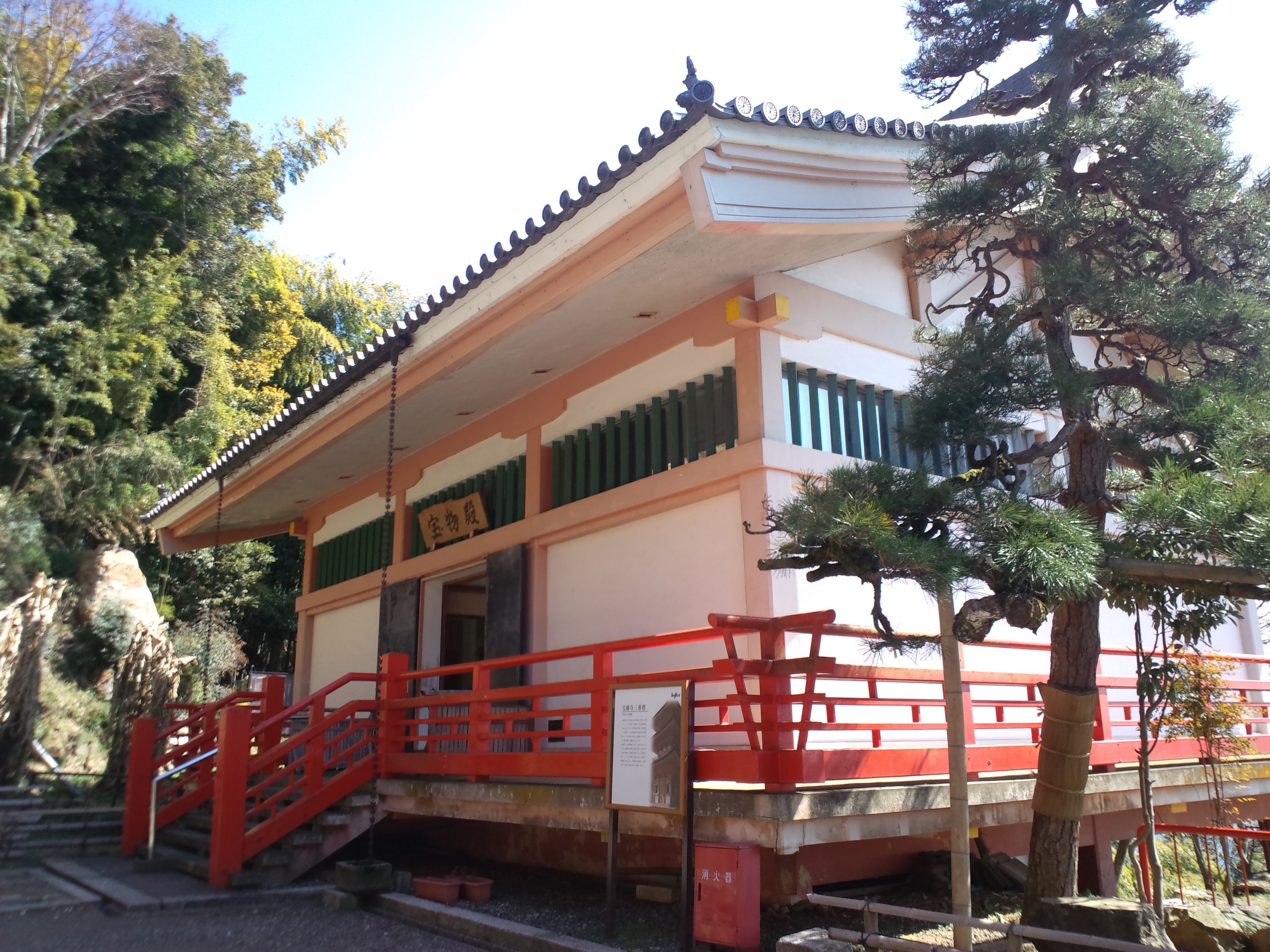
宝厳寺宝物殿（現保管場所）

宗教法人宝厳寺（宝嚴寺）所蔵。寺伝によれば近江国三上山で蜈蚣退治をした伝説を持つ藤原秀郷が同寺に奉納したと伝えられる。国の重要文化財に指定（指定書・台帳番号は工第1359号）。
本太刀と同様に秀郷佩用の伝説を持つものとしては、伊勢神宮所有の毛抜形太刀や蜈蚣切が存在する。その後火災に見舞われ焼身となるものの、再刃され、現在、同寺の宝物殿にて保管・一般公開されている。